# Lilli Beck
Lilli Beck (født 29. december 1885 i København, død 20. januar 1939 i Aarhus) var en dansk skuespillerinde.
Hun fik skuespillerdebut på Folketeatret i den 2. november 1905 under Jens Trap Walther. Hun turnerede fra 1905-1910 med Jens Trap Walters selskab, inden hun vendte tilbage til Folketeatret. Hun fik filmdebut hos Det Skandinavisk-Russiske Handelshus i 1911 i filmen Morfinisten, og blev i årene 1911-12 en af filmselskabets foretrukne skuespillerinder. Hun forlod i 1913 teatret for at hellige sig filmen og indspillede herefter en del film for Nordisk Films Kompagni.
Hun blev i 1914 gift med den svenske skuespiller og instruktør Victor Sjöström og flyttede herefter til Sverige, hvor hun medvirkede i flere af Sjöströms og Mauritz Stillers film. Parret blev skilt i 1916, hvorefter hun flyttede tilbage til Danmark.
Efter sin tilbagevenden til Danmark medvirkede hun i en del film for Nordisk, men genoptog også karrieren som teaterskuespiller, hvor hun bl.a. turnerede i provinsen. Sidste filmmedvirken var i 1925 i filmene Den store Magt og Det store Hjerte.
Hun døde uventet i Århus under et engagement på Kasino-Teatret. 

## Familie og ægteskaber
Lilli Beck var datter af Marcusine Nicoline Kirstine Jørgensen og tegner Oscar Beck.
Hun blev gift første gang med sølvsmed Erik Magnussen og senere den 30. september 1914 med den svenske skuespiller og instruktør Victor Sjöström. Hun blev i 1916 skilt fra Sjöström, og giftede sig herefter med skuespilleren Hakon Ahnfelt-Rønne med hvem hun fik datteren Pia. Efter ægteskabet med Ahnfelt-Rønne blev Lilli Beck gift med cand.jur. Ove Henrik Clausen, som hun dog blev skilt fra i 1929, hvorefter hun den 5. juli 1929 blev gift med pianist og kapelmester Martellius Isidor Larsen Lindqvist, som hun blev skilt fra i 1933.

## Udvalgt filmografi
- 1911 - Morfinisten
- 1911 - Den utro Hustru
- 1911 - Taifun
- 1912 - Den flyvende Cirkus
- 1912 - Den stærke Magt
- 1912 - Bjørnetæmmeren
- 1912 - Trädgårdsmästaren (sv)
- 1913 - Den kvindelige Dæmon
- 1913 - Broder mod Broder
- 1913 - Dramaet i den gamle Mølle
- 1914 - Vasens Hemmelighed
- 1916 - Vingarne
- 1917 - Paradisfågeln (sv)
- 1920 - Har jeg Ret til at tage mit eget Liv?
- 1920 - Gudernes Yndling
- 1925 - Det store Hjerte
- 1925 - Den store Magt